# Маневич Лев Юхимович
Лев Юхимович (Ізраїлевич) Маневич (агентурний псевдонім — Етьєн; 1898, Чауси — 1945, Ебензее) — радянський військовий розвідник, полковник, Герой Радянського Союзу.

## Біографія
Народився в сім'ї дрібного службовця Ісроела-Хаїма Абрамовича Маневича. Освіту здобув у Женеві.
В 1917 році призваний в армію, в квітні 1918 добровільно вступив в Червону армію. Учасник громадянської війни на Східному фронті і на Кавказі, був комісаром бронепоїзда, штабним працівником, командиром загону особливого призначення.
З 15 травня 1920 по 15 червня 1921 працював у місті Уфі, зокрема був членом бюро 2-го районного комітету РКП(б) міста Уфи.
Закінчив вищу школу штабної служби комскладу РСЧА (1921), Військову академію РККА (1924) і курси при Військово-повітряної академії імені М. Е. Жуковського (1929), служив у Розвідуправлінні РСЧА.
З середини 1920-х до початку 1930-х років періодично перебував за кордоном, виконуючи розвідувальні завдання. У 1935 році присвоєно звання полковника.
Був заарештований італійською контррозвідкою і засуджений до тривалого тюремного ув'язнення. У 1943 році переданий німцям і утримувався в таборах Маутхаузен, Мельк  і Ебензее. У концтаборі став одним із керівників підпілля.
Звільнений 6 травня 1945 року американськими військами, але незабаром помер від туберкульозу. Похований у Лінці під іменем Старостіна, перепохований в 1965 році під своїм прізвищем на кладовищі Санкт-Мартін-Зюд, де поховані радянські солдати. На могильній плиті напис: «Тут покоїться прах Героя Радянського Союзу полковника Маневича Лева Юхимовича. 1898-1945».

## Нагороди
- Указом Президії Верховної Ради СРСР від 20 лютого 1965 року за доблесть і мужність, проявлені при виконанні спеціальних завдань Радянського уряду перед Другої світової війною, і в роки боротьби з фашизмом, полковнику Маневичу Леву Юхимовичу присвоєно звання Героя Радянського Союзу (посмертно).
- Нагороджений орденом Леніна (20.02.1965, посмертно).

## Пам'ять
- У Мінську[2], Гомелі й Могильові ім'ям Маневича названі вулиці.
- На батьківщині Героя, в місті Чауси, його ім'ям названа вулиця і встановлена меморіальна дошка.
- Меморіальні дошки встановлені в місті Рильську Курської області (на будівлі Рильського авіаційного технічного коледжу цивільної авіації) і в Самарі (на будівлі Управління Федеральної служби безпеки по Самарській області).